# Vampyriscus
Vampyriscus is een geslacht van zoogdieren uit de familie van de bladneusvleermuizen van de Nieuwe Wereld (Phyllostomidae). De wetenschappelijke naam van het geslacht werd in 1900 gepubliceerd door Oldfield Thomas.

## Soorten
Er worden 3 soorten in dit geslacht geplaatst:
- Vampyriscus bidens O. Thomas, 1891
- Vampyriscus brocki Handley, 1960
- Vampyriscus nymphaeus Baker & Genoways, 1976